# Goldsmiths, University of London
La Goldsmiths, University of London è un'università britannica fondata nel 1891. Essa si specializza nelle arti, scienze umanistiche e sociali ed è un college costitutivo dell Università di Londra, di cui fa parte dal 1904.

## Struttura
Il college è situato a New Cross, una zona di Londra. L'università comprende diversi edifici storici e moderni, il cui principale è Richard Hoggart Building oltre ad una libreria disposta su tre piani.